# Коршунов, Максим Михайлович
Максим Михайлович Коршунов (род. 19 ноября 1979 года) — российский учёный-физик, член-корреспондент РАН (2022).

## Биография
Родился 19 ноября 1979 года.
В 2001 году — окончил Красноярский государственный университет.
С 2000 года — работает в Институте физики имени Л. В. Киренского Сибирского отделения РАН.
В 2004 году — защитил кандидатскую диссертацию, тема: «Свойства нормальной и сверхпроводящей фаз в синглет-триплетной модели оксидов меди».
В 2015 году — защитил докторскую диссертацию, тема: «Исследование связи магнетизма и необычной сверхпроводимости в многоорбитальных моделях слоистых соединений переходных металлов».
С 2015 года — ведет преподавательскую деятельность в Сибирском федеральном университете.
В 2018 году — присвоено учёное звание доцента.
В 2022 году — избран членом-корреспондентом РАН от Отделения физических наук.

## Научная деятельность
Специалист в области высокотемпературной сверхпроводимости и сильных электронных корреляций.
Основные научные результаты связаны с теоретическим исследованием необычной сверхпроводимости, её связи с магнетизмом и сильными электронными корреляциями в пниктидах и халькогенидах железа, кобальтитах, купратах.

## Награды
- Медаль ордена «За заслуги перед Отечеством» II степени (5 февраля 2024 года) — за большой вклад в развитие отечественной науки, многолетнюю плодотворную деятельность и в связи с 300-летием со дня основания Российской академии наук[1]
- Медаль «За безупречный труд и отличие» Министерства науки и высшего образования Российской Федерации (2022)
- Государственная премия Красноярского края в области профессионального образования (2012)
- Премия Сибирского отделения РАН имени академика Л. В. Киренского (2012)
- Грант Президента России за работу «Проявление сильной связи между спиновыми и зарядовыми степенями свободы в механизмах куперовской неустойчивости и квантовом транспорте в спиновых наноструктурах» (2013)
- Премия Фонда «Династия» (2004, 2012)